# لودفيغ وولف (عسكري)
لودفيغ وولف (بالألمانية: Ludwig Wolff)‏ هو عسكري ألماني، ولد في 3 أبريل 1893 في كيمنتس في ألمانيا، وتوفي في 9 نوفمبر 1968 في مانهايم في ألمانيا.